# Adams Park
Adams Park è un impianto sportivo multifunzione di High Wycombe, città del Regno Unito nella contea inglese del Buckinghamshire.
Inaugurato nel 1990, è lo stadio degli incontri interni del Wycombe Wanderers F.C., la società calcistica che detiene la proprietà della struttura, cui è annesso anche un centro congressi ed eventi; tra il 2002 e il 2014 fu anche l'impianto interno della squadra di rugby a 15 degli Wasps, che milita in Premiership.
Deve il suo nome a Frank Adams, ex calciatore del Wycombe Wanderers, che nel 1947 donò al club lo stadio Loakes Park, precedente impianto, dalla vendita del cui terreno fu ricavata la somma destinata a costruire Adams Park.
Originariamente capace di circa 6 000 spettatori, lo stadio fu sottoposto a due ampliamenti che ne portarono la capienza a quella attuale di poco più di 10 000.

## Storia
Il terreno di gioco storico del Wycombe Wanderers era il Loakes Park, sede sociale dal 1895 al 1991; nel 1947 l'ex giocatore Frank Adams rilevò da Lord Carrington l'usufrutto vita natural durante dello stadio e di tutte le sue pertinenze, e lo donò al club.
La stagione 1989-90 fu l'ultima in tale stadio: per costruire il nuovo impianto il Wycombe Wanderers aveva infatti venduto Loakes Park al comune, il quale necessitava di tale area per espandere l'ospedale cittadino; il ricavato della vendita fu impiegato per costruire il nuovo stadio cui fu dato il nome di Adams Park per omaggiare la memoria di Frank Adams, la cui originaria donazione permise al club di avere il patrimonio necessario per affrontare le spese successive.

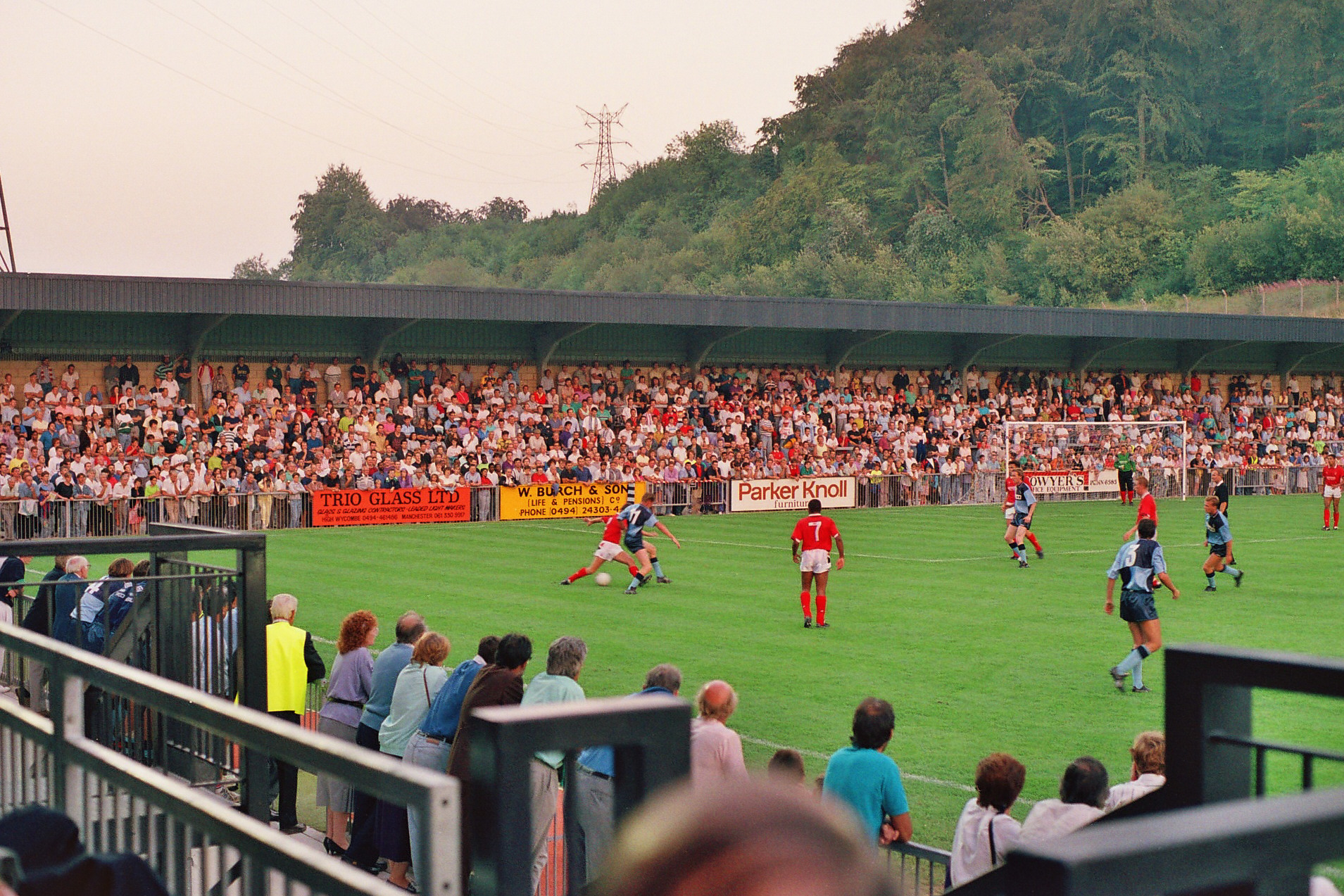
L’incontro inaugurale tra il Wycombe e il (9 agosto 1990)

Il nuovo stadio presentava una capacità di circa 6 000 posti, sottodimensionata rispetto alla portata effettiva, per venire incontro alle nuove leggi sugli stadi nel Regno Unito successive al disastro di Hillsborough del 1989; nel corso degli anni intervennero successivi ampliamenti alle strutture, che portarono la capienza dell'impianto a circa 10 000 posti alla fine degli anni novanta.
Nel 2002 gli Wasps, club londinese di rugby a 15 militante in Premiership, concluse un accordo con il Wycombe per condividere il campo di gioco.
Nel 2003 lo stadio assunse il nome di Causeway Stadium, avendo ceduto i diritti di naming a Causeway, una locale software house; la cosa provocò malcontento tra i tifosi che accusarono la società di «aver svenduto le proprie radici per 100 000 sterline all'anno» (il prezzo della sponsorizzazione) e di avere trascurato il nome della persona che permise al club di avere un impianto, Frank Adams; il contratto durò comunque solo tre anni e alla fine non fu rinnovato, per cui lo stadio tornò al suo nome usuale.
Nel 2008 Steve Hayes acquisì la proprietà sia del Wycombe che degli Wasps e, nel 2009, presentò la proposta di abbandonare Adams Park per un nuovo stadio da 20 000 posti fuori dai confini comunali, ma la cosa non ebbe mai un seguito perché non giunsero mai autorizzazioni formali dalle istituzioni che, al contrariono, bocciarono il progetto; a seguito di ciò Hayes mise in vendita le due società e nel 2012 cedette gli Wasps a un consorzio privato mentre il Wycombe Wanderers fu rilevato da un fondo costituito dai capitali dei tifosi della squadra, il Wycombe Wanderers Trust Limited, che acquisì anche la proprietà dello stadio.
Nel 2013 Adams Park ospitò anche, in via eccezionale, un incontro della Super League franco-britannica di rugby a 13 tra i Bradford Bulls e i London Broncos, a causa dell'indisponibilità temporanea, da parte di questi ultimi, del proprio terreno interno, il londinese Stoop.
Della fine del 2014 è l'abbandono da parte degli Wasps dell'Adams Park per il City of Coventry Stadium; il Wycombe Wanderers è quindi rimasto l'unico utilizzatore dello stadio.

### Caratteristiche
Adams Park sorge a circa 3 km dall'uscita di Wycombe dell'autostrada M40 Londra-Solihull e a 5 dalla stazione ferroviaria cittadina; lo stadio è parte di un centro congressi ed eventi.
La capacità totale dello stadio è di 10 284 posti di cui 60 per persone disabili, ripartiti in 4 990 (di cui 50 per disabili) nella tribuna principale, il South Stand, 1 267 in quella opposta, il North Stand, 2 053 (di cui 10 per disabili) nella tribuna laterale orientale, l'East Stand e 1 974 in quella occidentale, il West Terrace.
Durante gli incontri di rugby era permesso aggiungere 232 posti nel paddock sotto la South Stand, alzando così la capienza complessiva a 10 516.
Dal 2002 il materiale del terreno di gioco è il GrassMaster, erba mista composta da un sostrato di fibra sintetica avente funzione di rinforzo di quella naturale.
La modifica si rese necessaria in quanto da quella data lo stadio avrebbe dovuto ospitare due squadre, con aumento dello stress del terreno erboso e necessità di tempi di recupero più brevi.